# اندیس آنومالی یهرلی
آنومالی یهرلی یک اندیس فلزی است که در حوالی شهر تکاب استان آذربایجان غربی قرار دارد و مادهٔ معدنی موجود در آن، طلا است.  